# Antoni Dalmau i Jover
Antoni Dalmau i Jover (Igualada, 26 de maig de 1916 - 3 de març de 2001) fou un polític i escriptor català.

## Biografia
Realitzà el batxillerat a l'Institut d'Igualada i cursà Tenidoria de llibres a l'Escola Pia. Abans de la guerra civil espanyola fou membre de la Federació de Joves Cristians de Catalunya i d'Acció Catòlica. Durant la guerra va ser sanitari en els fronts de Madrid i Guadalajara. Entre 1940 i 1943 fou artiller a Villa Sanjurjo i Tànger.
Professionalment, va ser procurador dels tribunals i oficial de notaria.
Va ser un dels fundadors de la revista Vida... d'Igualada i va publicar nombrosos articles al Full Diocesà de Vic, Solsona i Tarragona. També fou president del Centre Cultural Torras i Bages.
Milità clandestinament a Unió Democràtica de Catalunya. Després de la caiguda del franquisme, fou escollit regidor de l'ajuntament d'Igualada per Convergència i Unió (1983-1984), i diputat per aquesta coalició al Parlament de Catalunya (1984-1988).
Casat amb Maria Ribalta i Cardona i pare de vuit fills, entre els quals el monjo de Montserrat P. Bernabé Dalmau i Ribalta i el polític i escriptor Antoni Dalmau i Ribalta.

## Obres
- Santa Maria: Poema a la Immaculada (1959)
- Per les terres de Crist (1975)
- Deu anys d'articles: publicats al Full Diocesà (1983)
- Glossari de l'auca del centenari d'Igualada ciutat (1879-1979), amb dibuixos de Marcial Fernàndez i Subirana (1985).
- Corona poètica de Sant Crist d'Igualada (1986),
- Auster, senzill i noble: Mn. Josep Forn i Talló (1886-1936) (1987)
- De l'Anoia a l'Amazones: El pare Bartomeu d'Igualada (1993)
- La vila que s'esberla (2000), teatre
- Una flama en la nit: Pere Puig i Quintana o el combat cultural sota el franquisme (2001)